# Alierasaure
L'alierasaure (Alierasaurus ronchii) és una espècie extinta de sinàpsid de la família dels casèids que visqué durant el Permià en allò que avui en dia és Itàlia. Se n'han trobat fòssils prop de la Torre del Portitxol, a Sardenya. Es tracta de l'única espècie del gènere Alierasaurus. Hauria pogut assolir un pes d'entre 330 i 500 kg.
S'assembla molt a Cotylorhynchus, un altre casèid gegant de la formació de San Angelo, a Texas. Basant-se en els elements pedis i les vèrtebres caudals que se n'han conservat, es calcula que devia tenir una llargada total de 6 o 7 m. De fet, els únics caràcters anatòmics que difereixen entre l'alierasaure i Cotylorhynchus es troben als ossos dels peus: l'alierasaure té el quart metatarsià més llarg i prim i presenta ossos unguials a l'extrem dels dits del peu que són punxeguts i semblants a urpes, a diferència dels altres casèids, que els tenen plans. La gàbia toràcica extremament ampla i amb forma de barril indica que eren herbívors que es nodrien principalment de matèria vegetal rica en fibra.
El nom genèric és una combinació d'Aliera, el nom de l'Alguer en sasserès, i saurus, que significa 'llangardaix'. El nom específic li fou assignat en honor d'Ausonio Ronchi, el descobridor de l'espècimen.